# Residente o Visitante
Residente o Visitante ("Morador ou Visitante") é o segundo álbum da banda porto-riquenha Calle 13, lançado em 2008. O disco foi lançado após uma viagem do grupo pela América Latina. A jornada influenciou a sonoridade do lançamento, que conquistou prêmios Grammy Latino e figurou em paradas da Billboard. A viagem da dupla pelo continente rendeu um documentário, Sin Mapa (Sem Mapa), lançado em 29 de julho de 2009.

## Gravações

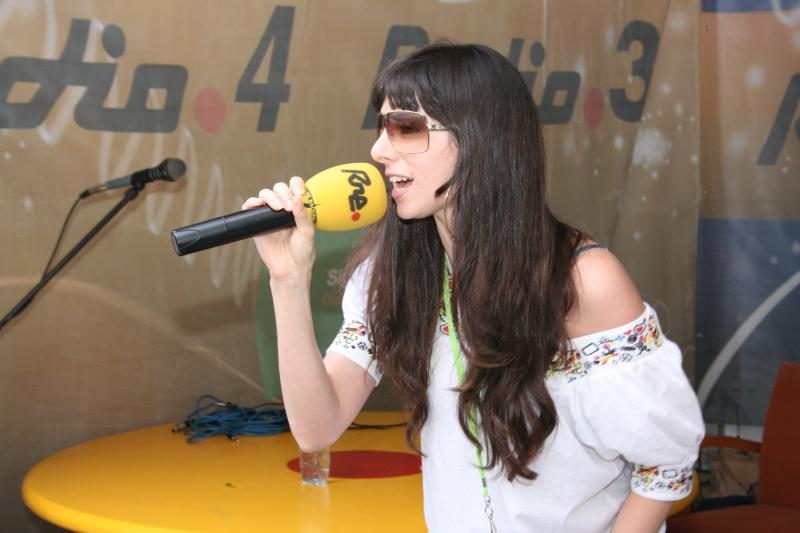
Residente o Visitante teve a participação especial da rapper espanhola La Mala Rodríguez.

Enquanto escreviam Residente o Visitante, a dupla viajou pela América do Sul em áreas habitadas por descendentes de ameríndios e africanos. Residente comentou sobre a viagem, falando que "nós vimos coisas horríveis, mas também coisas que eram incrivelmente lindas. Alguns dos contrastes são realmente intensos". A dupla foi fortemente influenciada pela experiência; Visitante descobriu e comprou vários novos instrumentos incluindo uma quijada, um charango e um bombo legüero, todos usados na faixa "Llegale a Mi Guarida". Residente e Visitante acreditam que escrever durante a viagem foi parte importante no rendimento da criatividade deles. A viagem do grupo foi documentada em um filme chamado Sin Mapa, lançado em 29 de julho de 2009 no Festival Internacional de Cinema Latino de Nova Iorque e lançado posteriormente em DVD.
Residente o Visitante foi gravado em vários países, pois a banda estava em turnê durante a confecção do álbum. Residente afirmou que a banda não sentiu nenhuma pressão para competir com o sucesso de Calle 13, considerando o processo de composição do segundo álbum mais suave que o do primeiro. "A maior diferença para nós naquela época era que nós tivemos mais oportunidades, mais ferramentas e mais dinheiro. Nós também estávamos em turnê ao mesmo tempo, diferentemente do primeiro. Eu me ocupei escrevendo durante as viagens, enquanto meu irmão escrevia a música." Residente foi convidado pela rapper espanhola La Mala Rodríguez para ir à Espanha gravar uma colaboração. Ele concordou e os dois gravaram a música "Mala Suerta Con el 13".

## Composição

### Música
No disco, a banda queria experimentar mais instrumentos ao vivo e estilos diversos. Margarita Diaz do NY Daily News citou Residente o Visitante como "um registro de viagem emocionante através dos sons e ritmos da América do Sul." O compositor Visitante atribui a diversidade musical do álbum ao seu passado. Ele começou a estudar piano clássico aos seis anos, e, aos 17, juntou-se a várias bandas e tocou saxofone e teclados. Residente o Visitante traz mais convidados que o primeiro disco, incluindo Tego Calderón, La Mala Rodríguez e a banda Orishas.
A introdução para o álbum foi descrita por Elijah Wald do Los Angeles Times como sendo similar a "um amável coral barroco - exceto para quem fala espanhol, em cujo caso fica imediatamente evidente que é um cânone ornado das palavras mais sujas das gírias de rua de Porto Rico". "Tango del Pecado" mistura tango e reggaeton, e foi descrita como "tango-tón". A canção traz o produtor argentino Gustavo Santaolalla e seu Clube de Tango Bajofondo. O rapper porto-riquenho Tego Calderón participa em "Sin Exagerar", que contém guitarras influenciadas pelo surf rock. Já a canção "La Cumbia de los Aburridos" é influenciada pela cúmbia colombiana e é tocada em parte por um acordeão e uma equipe de trompas "Un Beso De Desayuno" mistura música eletrônica, rap e bossa nova.

### Letras
Residente descreveu o álbum como sendo mais introspectivo e autobiográfico que o anterior. Com as letras, ele queria mais autenticidade, tentando atacar assuntos não encontrados normalmente no reggaeton. Ele explicou que ouvir o álbum é como assistir a um filme, em que pese o álbum retratar fatos reais e usar a profanidade para evocar a emoção em quem escuta. Leila Cobo da Billboard escreveu que as letras do álbum vão do "humor juvenil à completa perversão". A canção "Mala Suerte Con el 13", a colaboração do grupo com La Mala Rodríguez, é uma sátira da "atitude "macho" latina". Ele queria desafiar e zombar dos papeis tradicionais de gêneros citando a filósofa feminista Judith Butler como uma influência: "Eu queria gravar um dueto entre um cara que é fraco e inadequado e uma mulher que é uma psicopata sexual e tem todo o poder do mundo. Um escárnio total dos estereótipos dos machos." Da mesma forma, "Sin Exagerar" parodia a misoginia que Residente achou que saturava a cena reggaeton.
O principal single do disco, "Tango del Pecado", é uma mensagem aos pais da então namorada de Residente, a ex-Miss Universo Denise Quiñones, que não aprovavam o relacionamento dos dois. Ele explica que a canção expressa como ele vai começar a namorá-la a despeito das opiniões deles, e o autor Ed Morales observou que "é um chamado sobre a moralidade da América Latina. É apenas um convite para virar tudo de cabeça para baixo ao se agarrar ao feio e profano da vida e, você sabe, pedir às pessoas que sigam naquela jornada." "Tango del Pecado" também gerou controvérsia devido ao cântico repetido de "Súbele el volumen a la música satánica" (aumente o volume da música satânica). Residente afirma que não criou o verso para gerar alguma reação, e disse: "nunca faço alguma coisa esperando alguma coisa. Eu faço coisas porque gosto delas".  "El Avión Se Cae" retrata os pensamentos de um passageiro de avião embriagado. Em "P'al Norte", Residente discute os apuros de imigrantes nos Estados Unidos. Segundo ele, "eu queria fazer isso porque eu acho que é um tema importante. E não apenas para os imigrantes nos Estados Unidos mas todo o resto. É uma canção com a qual os imigrantes podem se identificar, dominicanos assim como porto-riquenhos. Todas as pessoas trocam um país por outro pelas mesmas razões." Apesar do álbum falar de imigração e a mudança para outros países, "La Crema" celebra a vida em Porto Rico.

## Título e capa

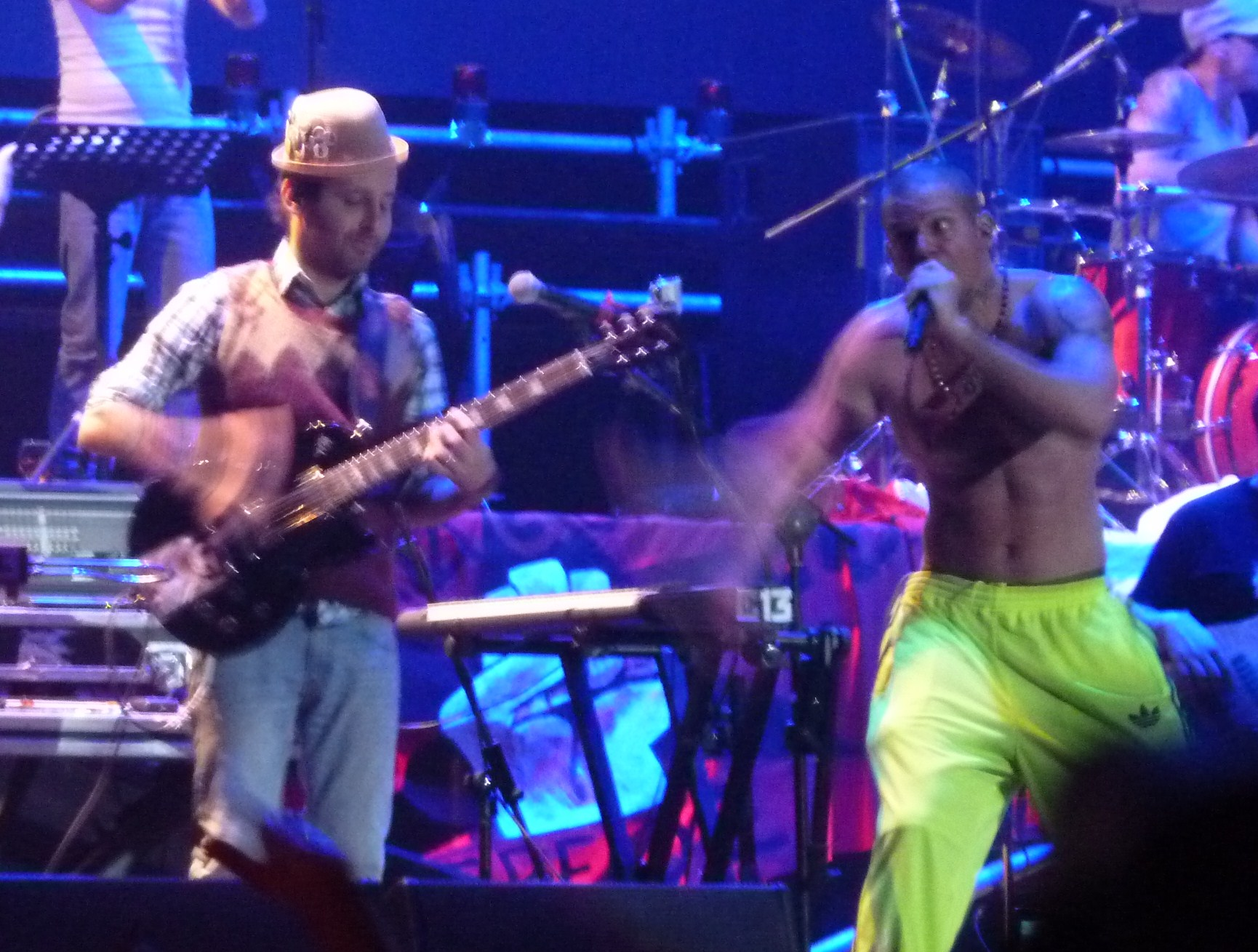
O nome do álbum foi inspirado nas visitas que Visitante (esq.) fazia a seu meio irmão Residente (dir.) quando crianças.

O nome do álbum é também o nome da dupla que forma o Calle 13, Residente (René Pérez) e Visitante (Eduardo Martínez). A origem dos nomes se dá na infância dos dois. Residente morava na Calle 13 (Rua 13) da subseção El Conquistador de Trujillo Alto, e Visitante frequentava o local semanalmente. Como o local era cercado por muros e portões, como um condomínio, o guarda no portão perguntava a qualquer transeunte que se aproximava: "¿Residente o visitante?" (Morador ou Visitante?) Sendo Eduardo o visitante e René o morador, e tendo que se identificar assim toda vez que iam para a casa de Residente, eles adotaram esses nomes, e nomearam sua banda como Calle 13, em homenagem à rua. O título também se refere ao status de imigrantes nos EUA.
A capa do álbum mostra uma virgem com um cantil no ventre no formado do Sagrado Coração de Jesus. Residente diz que a imagem representa imigrantes hispânicos vindo para os Estados Unidos, na tentativa de santificar os imigrantes e humanizar as imagens sagradas comuns na América Latina. Uma imagem no encarte do CD mostra Residente com estigmas nas mãos. Ele afirma que a foto tenta retratar Jesus como um "cara normal" que lida com lutas similares às das pessoas cruzando fronteiras. Ele afirmou ainda que "obviamente, [a arte do CD] não é feita para pessoas que estão acostumadas a ver o cara com a mina de biquini em um carro com todas as jóias dela. Nós não viemos aqui para engaanar mais as pessoas.

## Recepção

### Desempenho nas paradas
Residente o Visitante estreou em primeiro lugar na Billboard Top Latin Albums, destronando o até então líder Como ama una mujer, de Jennifer Lopez. Na Billboard 200, ele entrou na 52ª posição, com cerca de 12 mil cópias vendidas na primeira semana. O álbum permaneceu na parada por quatro semanas. Ele também estreou na 13ª colocação da Billboard Rap Albums. Na Argentina, o álbum foi certificado como Ouro pela Cámara Argentina de Productores de Fonogramas y Videogramas (CAPIF).[ligação inativa]
O single "Tango del Pecado" alcançou a 14ª colocação da Latin Rhythm Airplay Chart. "La Cumbia de los Aburridos", chegou à 31ª posiçao na Latin Songs. "Pa'l Norte", o terceiro single, chegou à 27ª colocação na mesma parada e à 40ª na Regional Mexican Songs. O quarto e último single, "Un Beso de Desayuno", não conseguiu chegar a nenhuma parada.

### Crítica
O álbum foi bem recebido pela crítica em geral. Jason Birchmeier do Allmusic deu 4/5 estrelas para o disco, ressaltando os estilos musicais diversos do álbum e seu lirismo único: "Residente é um rapper dotado que se equipara a Eminem em termos de perspicácia e divertimento enquanto que Visitante é também um produtor dotado que cria faixas com múltiplas camadas que raramente soam parecidas". Andrew Casillas da Stylus Magazine Deu uma nota A- ao disco, chamando-o de "um álbum inovador". Andrew elogiou os raps de Residente, considerou seu desempenho "uma revelação" e considerou a canção "Un Beso de Desayuno" como a "maior conquista da banda: uma canção de reggaeton de amor." Ele criticou, contudo, a duração do álbum (acima do que ele recomendaria) e afirmou que "Uiyi Guaye" parece o "Pato Donald numa esteira".
Olivia Muñoz do The Philadelphia Inquirer considerou o disco "esquisito, sedutor, hilário e que faz pensar, tudo ao mesmo tempo", e apesar dos temas não convencionais de letras, ela considerou muitas das canções "surpreendentemente dançáveis". Phil Freeman da The Village Voice achou o álbum "mais pensativo e com uma mente musicalmente mais aberta" que o anterior, e considerou que o álbum deu a Residente "uma plataforma para uma consciência política mais explícita do que alguns possam ter previsto", em especial as faixas "Pal Norte" e "La Cumbia de los Aburridos". Agustin Gurza do Los Angeles Times considerou o álbum "mais maduro, embora não menos escandaloso" que o anterior, e elegeu "Tango del Pecado" e "Pal' Norte" como "duas das canções mais emoráveis do ano."
Nuria Net da Vibe foi menos favorável. Na sua concepção, o "apelo de produto 'de ponta'" do álbum de estreia foi "reduzido a letras vulgares" em Residente o Visitante, escrevendo que "apesar deste segundo álbum mostrar um respiro impressionante, balançando do reggaeton para a cúmbia e o tango, as poderosas críticas sociais do Calle 13 não são mais do que uma memória."

### Prêmios
No Grammy Latino de 2007, em 8 de novembro do mesmo ano, Residente o Visitante recebeu dois prêmios: Melhor Álbum de Música Urbana e Melhor Canção de Música Urbana por "Pal' Norte". Ele também foi indicado para o Álbum do Ano e Melhor Vídeo Musical - Versão Curta pelo clipe de "Tango del Pecado". Na cerimônia, o Calle 13 se apresentou com a banda Orishas e o grupo de dança Stomp. Agustin Gurza, do Los Angeles Times, considerou a apresentação como "um momento celebratório tanto quanto sedicioso". Em 2009, o site de música latina Club Fonograma elegeu Residente o Visitante como o 5º melhor álbum da década.

## Faixas
Todas as letras escritas por Residente, todas as músicas compostas por Visitante.
| N.º            | Título                                                   | Duração |  |
| 1.             | "Intro"                                                  | 1:48    |  |
| 2.             | "Tango del Pecado (com Bajofondo Tango Club & Panasuyo)" | 4:13    |  |
| 3.             | "La Fokin' Moda"                                         | 3:26    |  |
| 4.             | "Sin Exagerar (com Tego Calderón)"                       | 3:26    |  |
| 5.             | "Mala Suerta Con el 13 (com La Mala Rodríguez)"          | 4:30    |  |
| 6.             | "Llégale a Mi Guarida (com Vicentico)"                   | 4:24    |  |
| 7.             | "Un Beso de Desayuno"                                    | 4:51    |  |
| 8.             | "Uiyi Guaye"                                             | 5:05    |  |
| 9.             | "Algo Con-Sentido"                                       | 4:40    |  |
| 10.            | "Pal' Norte (com Orishas)"                               | 4:41    |  |
| 11.            | "La Cumbia de los Aburridos"                             | 4:07    |  |
| 12.            | "A Limpiar el Sucio"                                     | 4:13    |  |
| 13.            | "El Avión Se Cae"                                        | 4:18    |  |
| 14.            | "La Crema"                                               | 4:01    |  |
| 15.            | "La Era de la Copiaera"                                  | 4:37    |  |
| Duração total: | Duração total:                                           | 59:80   |  |

### Faixas bônus da edição especial do Best Buy
| N.º            | Título          | Letras         | Música         | Duração |  |
| 16.            | "Japón"         |                |                | 3:59    |  |
| 17.            | "Suave (remix)" |                |                | 3:25    |  |
| Duração total: | Duração total:  | Duração total: | Duração total: | 7:24    |  |

## Paradas
| Parada (2007)              | Maior posição |
| -------------------------- | ------------- |
| Billboard 200              | 52            |
| Billboard Top Latin Albums | 1             |
| Top Rap Albums             | 13            |

| Parada (2007)                 | Melhor posição |
| ----------------------------- | -------------- |
| Billboard Top Latin Albums    | 56             |
| Billboard Latin Rhythm Albums | 10             |